# Söke
Cet article possède un paronyme, voir Soke.
Söke (en grec : Ανέων (Aneon) ou Σώκια (Sokia)) est un chef-lieu de district de la province d'Aydın dans la région égéenne en Turquie.

## Histoire
En 1922, le district est occupé par des troupes italiennes et grecques.

## Géographie
En 2022, le district compte 123 301 habitants.
Le district de Söke est bordé par la mer Égée à l'ouest, il contient la basse vallée et l'embouchure du Méandre et le lac Bafa (Bafa Gölü ou Çamiçi Gölü) au sud.
La plaine de la vallée du Méandre constitue une riche région agricole où l'on pratique la culture du coton et des céréales. Les autres ressources sont la pèche, l'artisanat et l'exploitation forestière.
La baie que constituait l'embouchure du Méandre s'est comblée par les alluvions amenés par le fleuve depuis l'antiquité. Des villes portuaires à l'époque hellénistique sont maintenant plusieurs kilomètres à l'intérieur des terres. Le district comprend un grand nombre de sites antiques et historiques qui sont autant de destinations touristiques avec les stations de vacances en bord de mer.